# Twilight Imperium

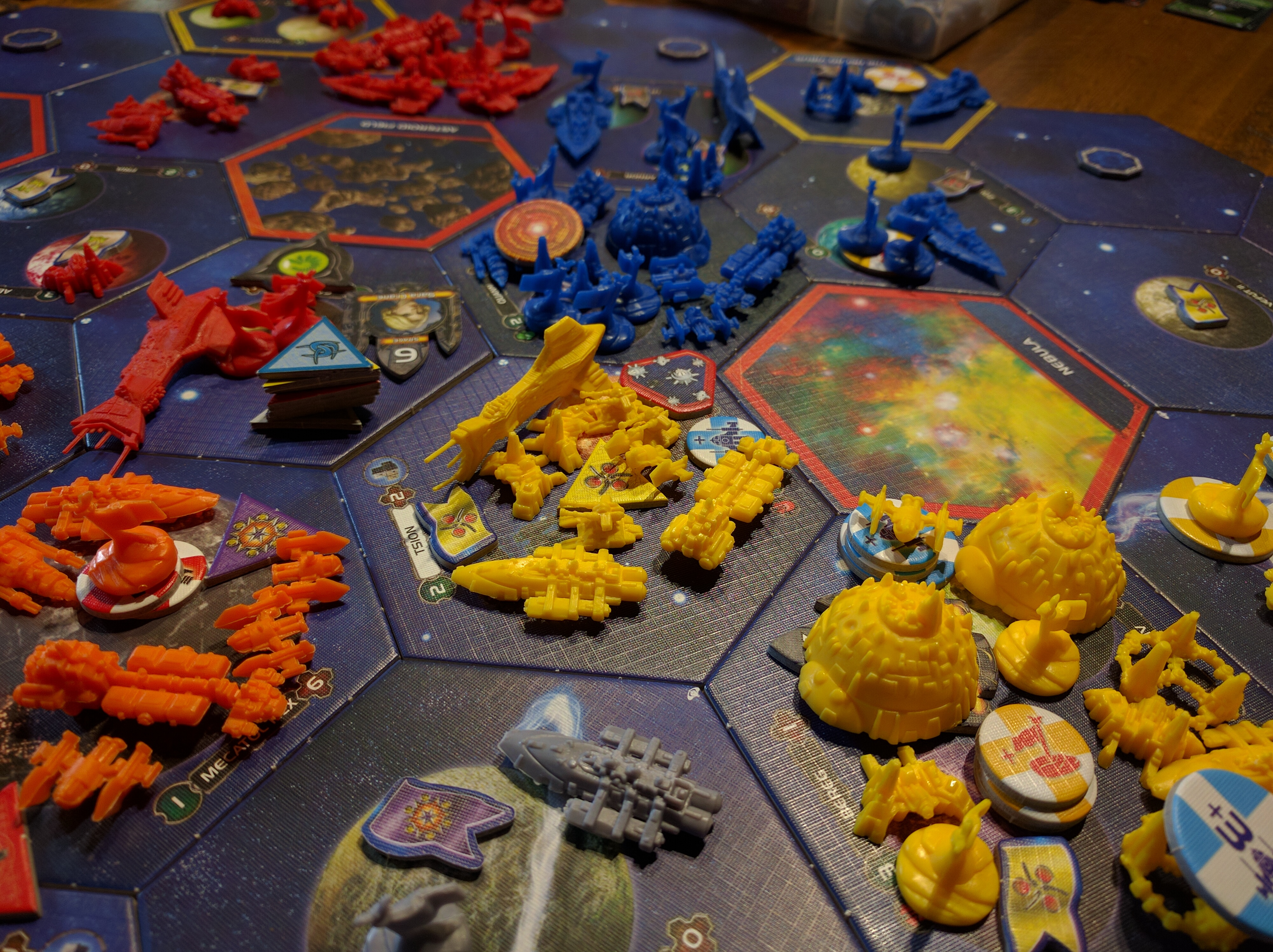
Twilight Imperium, tercera edición. Grandes batallas habituales en la fase final del juego

Twilight Imperium  es un juego de mesa de estrategia producido por Fantasy Flight Games. Fue diseñado por Christian T. Petersen y lanzado en 1998. El juego cuenta con una tercera edición, publicada en 2005. Siguieron dos expansiones, Shattered Empire que fue lanzada el 12 de diciembre de 2006, y Shards of the Throne que fue lanzada el 27 de mayo de 2011. Una cuarta edición fue lanzada en agosto de 2017. La información de este artículo se enfoca principalmente en la tercera edición (debido a que las ediciones anteriores tienen diferencias significativas en la mecánica de juego).

## Trasfondo de juego
Hace miles de años, la galaxia estuvo gobernada por una raza denominada los Lazax desde un planeta localizado en el centro de su imperio llamado Mecatol Rex. Después de siglos de declive su imperio cayó y los Lazax fueron aparentemente exterminados por sus enemigos. Los Winnarian custodios de Mecatol Rex mantenían las bibliotecas imperiales y supervisaban las reuniones del consejo galáctico hasta el día en que surja un nuevo emperador para unir y regir la galaxia bajo una sola raza una vez más.

## Componentes
El juego utiliza un tablero semi-aleatorio construido de losas hexagonales, cada una conteniendo hasta tres planetas, espacio vacío, o un sistema de borde rojo que contiene un obstáculo para el movimiento de las naves estelares (campo de asteroide, nebulosa, supernova, Tormenta de Iones, o Grieta de Gravedad; los últimos dos fueron añadido en las expansiones). El despliegue inicial del tablero de juego estándar contiene 37 losas en tres anillos hexagonales concéntricos alrededor de la losa central que representa Mecatol Rex.
Las piezas de plástico del juego vienen en seis colores, con varias clases de naves estelares y fuerzas de tierra. Los jugadores están limitados al número de piezas proporcionadas con el juego, excepto cazas y fuerzas de tierra.
Numerosos contadores están incluidos para llevar el registro del juego, incluyendo tokens de órdenes, tarjetas de estrategia, marcadores de control, bienes de comercio, y contadores extras para representar cazas y fuerzas de tierra. Los contadores están impresos en cartón grueso.
Varias mazos de tarjetas son incluidos para llevar el registro de planetas, acuerdos de comercio, y las tecnologías controladas por un jugador, cartas con acciones especiales, objetivos para ganar puntos de victoria, y unas que representan la agenda política del juego. Todas estas tarjetas tienen aproximadamente la mitad del tamaño de las cartas comunes.
Cuatro dados de diez caras (d10) están incluidos.

## Las Facciones

### Visión general
El juego también incluye una "tarjeta de referencia" para cada una de las 25 facciones descritas en el juego qué incluye todo la información pertinente del juego en un lado y una historia breve de la raza en el otro. Hasta seis (u ocho, con la expansión La Profecía de los Reyes) de estas facciones aparecerán en un juego, dependiendo del número de jugadores.  Cada facción tiene capacidades especiales únicas, sistemas de origen, y comienzan con tecnología y unidades diferentes.
Todas las facciones tienen temas y caracteres distintos. Los Hacan son ricos comerciantes de aspecto leonino, mientras los Sardakk N'orr son insectos guerreros . Otras facciones únicas incluyen los Jol-Nar, quienes son los maestros tecnológicos de la galaxia; el Reino Xxcha, poderosos políticos y diplomáticos; los Yssaril, un gremio de espías y asesinos con la capacidad de volverse invisibles; las Ascuas de Muaat, seres de ígneos viviente; y la Coalición Mentak , piratas espaciales.

A continuación una tabla con todas las facciones existentes y en qué versiones aparecen:
| Facción del juego            | Primera Edición | Segunda Edición | Tercera Edición | Cuarta Edición | Dificultad |
| ---------------------------- | --------------- | --------------- | --------------- | -------------- | ---------- |
| Los Emiratos de Hacan        | Sí              | Sí              | Sí              | Sí             | Baja       |
| La Federación de Sol         | Sí              | Sí              | Sí              | Sí             | Baja       |
| El Reino Xxcha               | Sí              | Sí              | Sí              | Sí             | Baja       |
| La Baronía de Letnev         | Sí              | Sí              | Sí              | Sí             | Baja       |
| Las Universidades de Jol-Nar | Sí              | Sí              | Sí              | Sí             | Baja       |
| Los Sardakk N'orr            | Sí              | Sí              | Sí              | Sí             | Media      |
| La Coalición Mentak          | Expansión       | Expansión       | Sí              | Sí             | Alta       |
| Las Tribus Yssaril           | Expansión       | Expansión       | Sí              | Sí             | Baja       |
| La Red Mental L1ZIX          | Expansión       | No              | Sí              | Sí             | Baja       |
| El Colectivo Naalu           | Expansión       | No              | Sí              | Sí             | Media      |
| El Clan de Saar              | No              | No              | Expansión       | Sí             | Media      |
| Las Ascuas de Muaat          | No              | No              | Expansión       | Sí             | Alta       |
| Los Winnu                    | No              | No              | Expansión       | Sí             | Media      |
| La Hermandad del Yin         | No              | No              | Expansión       | Sí             | Baja       |
| Los Arborec                  | No              | No              | Expansión       | Sí             | Alta       |
| Los Fantasmas de Creuss      | No              | No              | Expansión       | Sí             | Media      |
| El Virus Nekro               | No              | No              | Expansión       | Sí             | Alta       |
| Los Lazax                    | No              | No              | Expansión       | No             | -          |
| Los Genechiceros de Mahact   | No              | No              | No              | Expansión      | Alta       |
| La Bandada Argéntea          | No              | No              | No              | Expansión      | Baja       |
| Los Empíreos                 | No              | No              | No              | Expansión      | Baja       |
| La Alianza Naaz-Rokha        | No              | No              | No              | Expansión      | Baja       |
| Los Titanes de UL            | No              | No              | No              | Expansión      | Media      |
| El Nómada                    | No              | No              | No              | Expansión      | Baja       |
| La Cábala Vuil'Raith         | No              | No              | No              | Expansión      | Alta       |
| Los Keleres del Consejo      | No              | No              | No              | Codex          | Media      |
| Total                        | 10              | 8               | 18              | 25             |            |

## Sistema de Juego
De tres a seis (ocho, con 'Shattered Empires' en 3ed. o ' Prophecy of Kings' en 4ed.) jugadores pueden jugar.  Cada jugador aleatoriamente, selecciona una raza para jugar.  Los jugadores reciben cada uno un número de losas que irán colocando alternadamente para construir el mapa de la galaxia, con Mecatol Rex en el centro.  Los sistemas natales de los jugadores están colocados alrededor de la periferia del mapa.
El primer jugador es escogido aleatoriamente. A este jugador se le entrega el token de "Orador "y será el primero en elegir una tarjeta de estrategia para el primer turno. En los turnos siguientes, la primera elección de tarjeta de estrategia será para el jugador que escogió la "tarjeta" de estrategia de la Iniciativa en la última ronda.
Cada jugador, empezando con el Orador, escoge una tarjeta de estrategia para el turno actual (dos tarjetas si hay 3 o 4 jugadores). La tarjeta de estrategia escogida determina el orden en que actuarán los jugadores durante el turno actual, proporciona una habilidad primaria que el titular de la tarjeta de estrategia utilizará durante el turno, y una habilidad secundaria que los otros jugadores pueden utilizar cuándo la habilidad primaria sea activada. Hay ocho estrategias: Iniciativa, Diplomacia, Política, Logística, Comercio, Bélica, Tecnología, e Imperial. Las tarjetas de estrategia no elegidas ese turno reciben tokens de bonificación los cuales animan a los jugadores para escogerlas durante la próxima fase de estrategia.
Cada jugador, según su turno, emprende una acción. Las acciones pueden ser estratégicas @– cuál implica utilizar la habilidad primaria de su tarjeta de estrategia @– o táctica @– la cual implica construir, mover y combatir unidades. Cada jugador debe utilizar su habilidad de estrategia primaria en algún momento durante el turno, para dejar los otros jugadores puedan utilizar la habilidad secundaria de aquella estrategia. Los jugadores están limitados en el número de acciones que pueden tomar durante un turno por su suministro de tokens de orden , los cuales están divididos entre estrategia (utilizado para acceder a la acción secundaria de la tarjetas de estrategia de otros jugadores'), suministro de flota (limitando el número de naves que pueden ocupar un sistema), y pozo de orden (utilizados para acciones tácticas). Los jugadores continúan tomando acciones en orden de turno hasta que cada jugador haya pasado.
Las unidades y la tecnología pueden ser adquiridas con una combinación de Bienes de Comercio y recursos planetarios.
Los combates son resueltos en rondas, con cada unidad lanzando uno o más D10 para intentar "impactar" al jugador de enemigo, a quién se le permite un contraataque con todas sus unidades antes de escoger qué unidades serán destruidas.
Muchos aspectos del juego son modificados tanto por las habilidades especiales de la raza del jugador que está jugando y por los avances tecnológicos que controle la raza. En la fase del consejo se revelan cartas que también puede introducir varias leyes que modifican aún más el juego .Los votos de los jugadores por estas leyes se realizan mediante la influencia política de los planetas que controlan.
En cada turno los jugadores también reciben Tarjetas de Acción: estas pueden alterar el equilibrio en un combate, o pueden utilizarlas para obtener otras ventajas durante el turno.
Al final de cada turno los jugadores tienen la oportunidad de reclamar puntos de victoria de un objetivo público que haya sido revelado o para su propio objetivo secreto (cada jugador empieza el juego con uno objetivo secreto aleatorio). El primer jugador en conseguir 10 puntos de victoria será declarado el nuevo Emperador y gana el juego. Hay otros objetivos públicos que permiten a un jugador ganar sin tener que puntuar los 10 puntos de victoria.
Muchos de los juegos tardan entre cuatro a seis horas en completarse, pero juegos con seis jugadores o más y aquellos con jugadores novatos, pueden hacerse más largos.

## Estrategia
Generalmente cada jugador intentará expandirse deprisa a todos los sistemas neutrales a su alrededor, y entonces utilizar aquellos recursos para conseguir los objetivos públicos revelados, el cual normalmente implica control o gasto de recursos, tecnología, o unidades para reclamar puntos de victoria. No es necesario combatir para ganar el juego, pero los conflictos bélicos, siempre surgen.
En el juego base, la mitad de los objetivos secretos (los cuales todos valen 2 puntos de victoria) implican el control de la antigua capital imperial Mecatol Rex, y controlar este planeta concede la mayor influencia política de cualquier planeta en el juego. Estos hechos y su ubicación central normalmente conduce a enfrentamientos en torno a la posesión de este preciado planeta. En la expansión Shattered Empire (3ed), 5 de los 13 objetivos secretos implican el control de Mecatol Rex.
Un factor decisivo en muchos de los juegos de la 3.ª edición, es la elección de la tarjeta de Estrategia Imperial. Ejecutando la habilidad de la tarjeta el jugador inmediatamente obtiene 2 puntos de victoria, y revela siguiente tarjeta de objetivo público (la única forma fuera de los objetivos secretos para puntuar puntos de victoria). Con un grupo de jugadores que anteriormente jugó el juego, la tarjeta de Estrategia Imperial generalmente circula regularmente alrededor de la mesa, con cada jugador tomándola como primera elección cuándo es posible, y un jugador quién tiene éxito en tomar la tarjeta fuera de lugar es normalmente visto como amenaza por los otros jugadores. La tarjeta actúa como reloj en el juego, ya que es escogida casi siempre en cada turno.
Muchos seguidores del juego no estaban contentos con la Tarjeta de Estrategia Imperial original: la consideraban demasiado poderosa, por lo que en la expansión se incluyó una alternativa que permite que un jugador pueda cualificar para más de un objetivo por turno.

## Variantes y reglas opcionales

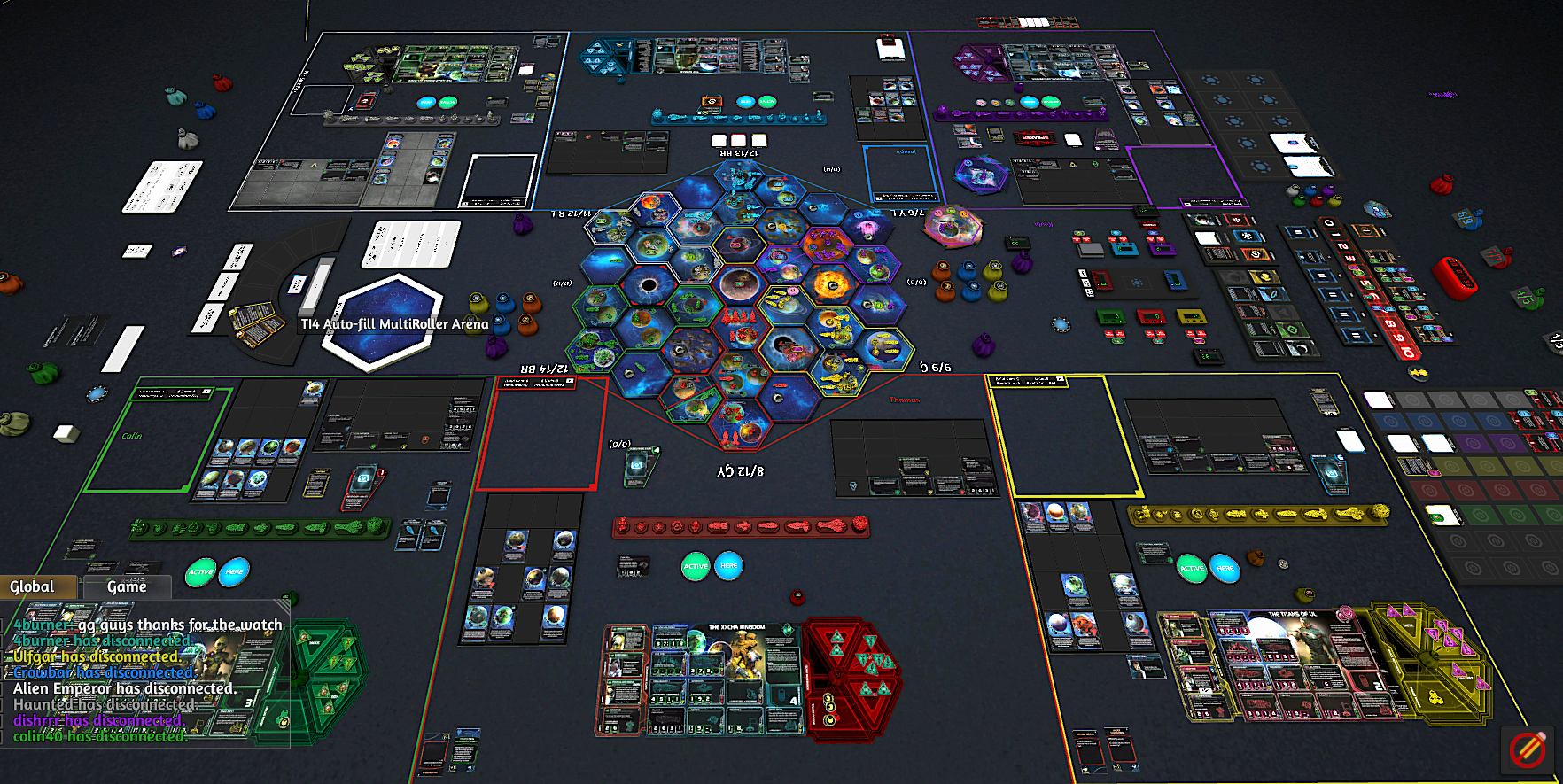
Twilight Imperium, cuarta edición, tal como se implementó en Tabletop Simulator. Además de la simulación física de los componentes de cartón y plástico, que permiten una interacción similar a la de las piezas de un juego de mesa, algunos mecanismos del juego también están automatizados.

El juego viene con varias reglas opcionales y los contadores necesarios para jugarlas.  Algunos de estos era expansiones opcionales en ediciones más tempranas del juego.
La variante más sencilla es el juego largo, donde la puntuación del ganador debe ser de 14 puntos de victoria. El contador incluido con el juego tiene dos lados, uno para el juego de 10 puntos y uno para el de 14.
Para la tercera edición ,muchos jugadores juegan una variante del juego donde la tarjeta de estrategia Imperial sólo puntúa 1 punto a favor de la victoria su dueño. Esto reduce la importancia de la tarjeta de Estrategia Imperial y da para juegos ligeramente más largos. La expansión Shattered Empire fija la mayoría de los problemas vistos en el juego original y es vista por muchos jugadores como imprescindible para el juego .
La variante "Distant Suns" coloca contadores aleatorios en cada planeta neutral.  Estos contadores son revelados la primera vez que el planeta es explorado y puede tener una variedad de efectos que pueden ser beneficioso o nocivos para el explorador.
Tres contadores de dirigente (almirante, diplomático, agente, general o científico) está incluido en el juego para cada raza, cada uno de los cuales pueden proporcionar beneficios especiales para la nave o el sistema donde el este presente.
Las reglas opcionales adicionales y las variantes están incluidas en el libro de reglas.

## Lista de juegos

### Juego principal (Primera edición)
- Twilight Imperium
  - Twilight Imperium: Borderlands
  - Twilight Imperium: Twilight Armada
  - Twilight Imperium: Distant Suns
  - Twilight Imperium: The Outer Rim

### Juego principal (Segunda edición)
- Twilight Imperium 2nd Edition
  - Twilight Imperium: Hope's End

### Juego principal (Tercera edición)
- Twilight Imperium 3rd Edition
  - Twilight Imperium 3rd Edition – Shattered Empire (12/2006)
  - Twilight Imperium 3rd Edition – Shards of the Throne (05/2011)

### Juego principal (Cuarta edición)
- Twilight Imperium 4th Edition
  - Twilight Imperium 4th Edition - Prophecy of Kings
  - Codex - Volumen I - Ordinian
  - Codex - Volumen II - Affinity'
  - Codex - Volumen III - Vigil'
  - Codex - Volumen IV - Liberation'

### Juegos spin-off
- Twilight Imperium: Armada
  - Twilight Imperium: Armada: Stellar Matter
  - Twilight Imperium: Armada: Incursion
- Rex: Últimos días de un imperio
- Twilight Inscription

### Role-playing game
- Twilight Imperium: The Role-Playing Game (1999)